# Seaca (okręg Bacău)
Seaca – wieś w Rumunii, w okręgu Bacău, w gminie Dofteana. W 2011 roku liczyła 408 mieszkańców.